# 東京大学大学院新領域創成科学研究科
新領域創成科学研究科（しんりょういきそうせいかがくけんきゅうか、英称：Graduate School of Frontier Sciences）は、東京大学のみに存在する大学院研究科である。略称は創域またはFS。

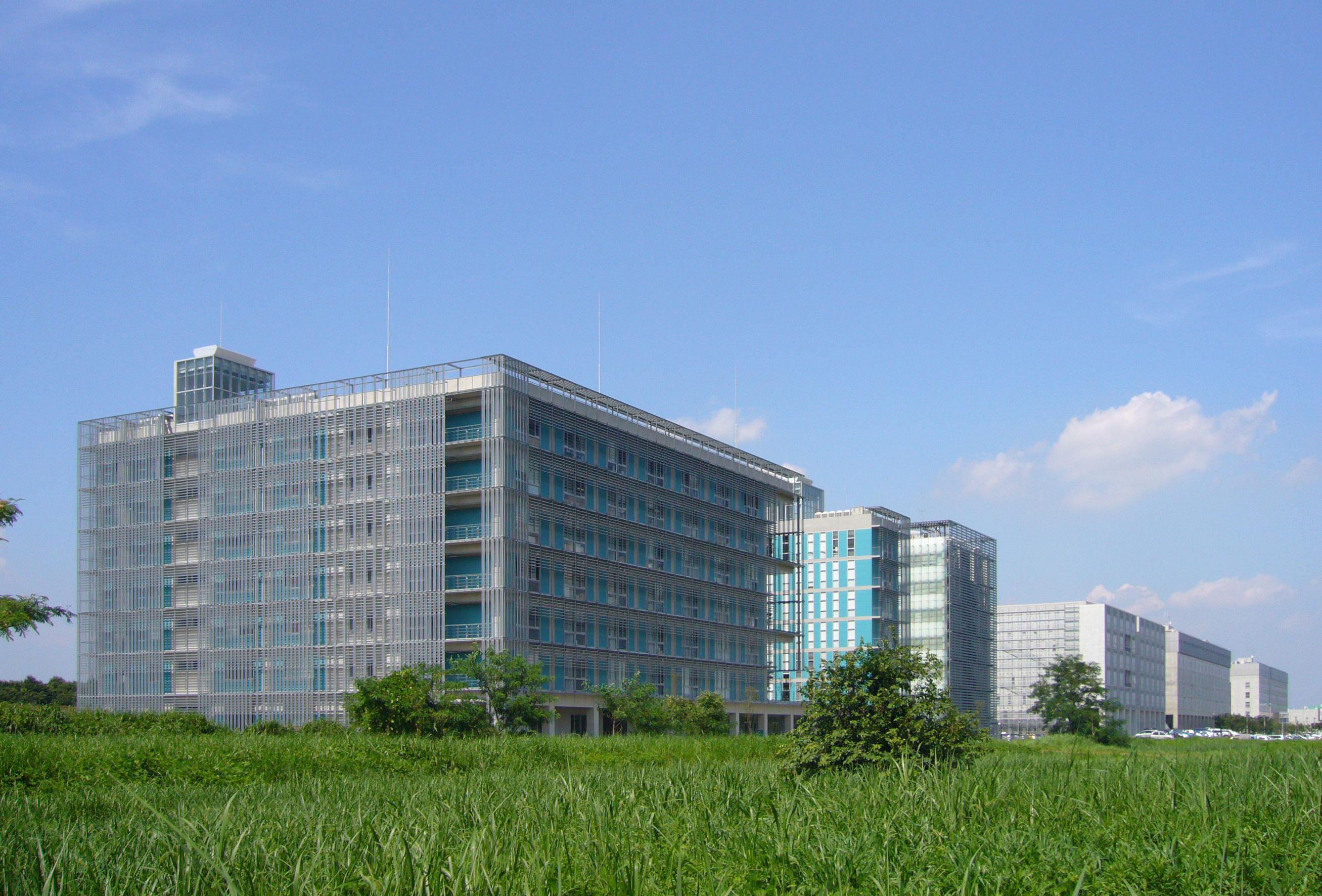
東京大学柏キャンパス

新領域創成科学研究科は、関連する学部をもたない大学院（独立研究科）として、東京大学既存のすべての部局の全面的な協力のもとに1998年に設置された。
既存の諸専門領域を基礎にさかのぼって組み替えた領域横断的な教育と研究、すなわち「学融合」を理念に掲げ、新しい学問領域の教育研究を行っている。

## 沿革
（この節の出典）
- 1998年4月 大学院新領域創成科学研究科設置（3研究系＜6専攻＞：基盤科学研究系＜物質系専攻、先端エネルギー工学専攻、基盤情報学専攻、複雑理工学専攻＞、先端生命科学研究系＜先端生命科学専攻＞、環境学研究系＜環境学専攻＞）。
- 1999年4月 学生受け入れ開始。
- 2001年3月 生命棟竣工（10月、先端生命科学専攻、本郷キャンパスより移転）。
- 2002年3月 基盤棟（1期）竣工。
- 2003年
  - 4月 情報生命科学専攻を設置
  - 9月 基盤棟（2期）竣工
  - 12月 基盤科学実験棟竣工
- 2004年
  - 4月 メディカルゲノム専攻を設置
  - 10月 総合研究棟竣工
- 2005年4月 生涯スポーツ健康科学研究センターを設置（柏IIキャンパス）。
- 2006年
  - 3月 環境棟竣工（4月に環境学専攻が本郷より移転し、全専攻の移転完了）。
  - 4月 環境学研究系の環境学専攻を5専攻（自然環境学専攻、環境システム学専攻、人間環境学専攻、社会文化環境学専攻、国際協力学専攻）に改組。
  - 7月 移転完了記念式典・祝賀会開催。
- 2008年4月 海洋技術環境学専攻、オーミクス情報センターを設置。基盤情報学専攻が工学系研究科に移動（電気工学専攻、電子工学専攻と統合し、電気系工学専攻となった）。
- 2009年4月 バイオイメージングセンターを設置。
- 2011年
  - 4月 ファンクショナルプロテオミクスセンターを設置。
  - 12月 革新複合材学術研究センターを設置。
- 2015年4月 メディカル情報生命専攻を設置（メディカルゲノム専攻と情報生命科学専攻が併合）。
- 2018年4月 オーミクス情報センター、バイオイメージングセンター、ファンクショナルプロテオミクスセンターを改組し、生命データサイエンスセンターを設置。
- 2019年9月 革新複合材学術研究センターを廃止。
- 2020年3月末 生涯スポーツ健康科学研究センターを閉鎖[2]。

## 組織
研究系・専攻
新領域創成科学研究科には11の専攻が設置されており、それら11の専攻によって基盤科学、生命科学、環境学の3つの研究系がまとめられている。各研究系・専攻に共通する特徴は、既存の個別学問分野から派生する未開拓の領域を研究・教育の対象とすることである。
【】内は各講座内の研究分野である。
なお、2008年4月に工学系研究科との間で専攻の統合・再編が行われた。
具体的には、基盤情報学専攻が工学系に復帰し、同研究科の電気工学・電子工学2専攻と統合して、電気系工学専攻となった。また、電気工学専攻の一部が先端エネルギー工学専攻に移動した。
さらに、工学系研究科環境海洋工学専攻の一部が新領域に移動し、環境システム学専攻と連携して海洋技術環境学専攻が新設された。これらの専攻再編に合わせて、東京大学の全学センターである高温プラズマ研究センターが廃止された。

### 基盤科学研究系
- 物質系専攻
  - 物性・光科学大講座【量子物性科学、電子・量子波工学、量子光科学、超分子構造物性学】
  - 新物質・界面科学大講座【超伝導物性科学、ヘテロ新機能物質学】
  - マテリアル・機能設計学大講座【非平衡プロセス学、ナノ構造設計学、ナノスペース機能学】
  - 物質科学連携講座（理化学研究所）
  - 物質科学協力大講座（物性研究所）【新物質科学、物性理論、ナノスケール物性、極限環境物性、先端分光、中性子散乱】
- 先端エネルギー工学専攻
  - エネルギー変換システム大講座【宇宙エネルギーシステム、極限構造・材料工学、高エンタルピー流体力学、宇宙推進・エネルギー工学】
  - システム電磁エネルギー大講座【プラズマ理工学、超伝導応用工学、エネルギーシステム工学】
  - プラズマ理工学講座【核融合学、プラズマ物理学・非線形科学、弱電離プラズマ工学、核融合プラズマ物理学】
  - 連携講座【宇宙エネルギーシステム（宇宙航空研究開発機構）、先端電気エネルギーシステム（電力中央研究所）】
- 複雑理工学専攻
  - 複雑系実験大講座【集団現象物理、強相関複雑系科学、複雑物質化学、巨視的複雑系科学、複合非線形科学】
  - 複雑システム大講座【複雑系原論、複雑計算科学、生体複雑学、複雑行動知能学】
  - 連携講座（理化学研究所）【放射光物性科学】
  - 兼担講座【無機固体化学（物性研究所）、情報地震学（地震研究所）】

### 生命科学研究系
- 先端生命科学専攻
  - 構造生命科学大講座【医薬デザイン工学、分子認識化学、細胞応答化学】
  - 機能生命科学大講座【生命応答システム、遺伝システム革新学、動物生殖システム、植物生存システム、人類進化システム、資源生物制御学、資源生物創成学、植物全能性制御システム解析学】
  - 連携講座【がん先端生命科学（国立がん研究センター）、応用生物資源学（農業生物資源研究所）】
  - 兼担講座（定量生命科学研究所）【植物細胞機能制御学、細胞情報システム】
- メディカル情報生命専攻
  - 情報生命科学大講座【大規模オーミクス解析分野、ゲノム情報解析分野、生命システム観測分野、大規模知識発見分野、高機能解析システム分野、生命ネットワーク解析分野、大規模バイオ情報解析分野】
  - メディカルサイエンス大講座【分子医科学分野、RNA生物学分野、生命分子遺伝学分野、クリニカルシークエンス分野、ゲノムシステム医療科学分野、病態医療科学分野・ウイルス発癌分野、複雑形質ゲノム解析分野、先進分子腫瘍学分野】
  - 協力講座【生物情報科学分野（理学系研究科生物化学専攻）、生物機能情報講座、細胞情報システム講座（以上定量生命科学研究所）、分子医療科学講座、公共政策研究分野、先端医療開発推進分野（以上医科学研究所）、機能形成研究（分子細胞生物学研究所）】
  - 連携講座【RNAシステム生物学講座（理化学研究所）、臨床医科学講座（東京都医学総合研究所）、生命機能分子工学講座（産業技術総合研究所）、システム構造生物学講座（高エネルギー加速器研究機構）、感染制御分子機能解析講座（理化学研究所）、がん分子標的治療学講座（がん研究会）】

### 環境学研究系
- 自然環境学専攻
  - 陸域環境学大講座【自然環境変動学、自然環境構造学、生物圏機能学、生物圏情報学、自然環境評価学、自然環境形成学】
    - 研究協力分野【地球環境モデリング学（大気海洋研究所気候システム研究系）、環境情報学（空間情報科学研究センター）】

  - 海洋環境学大講座（大気海洋研究所）【地球海洋環境学、海洋資源環境学、海洋生物圏環境学】
    - 研究協力分野（大気海洋研究所）【海洋環境動態学、海洋物質循環学、海洋生命環境学】
- 海洋技術環境学専攻
  - 海洋利用システム学講座【海洋技術政策学、海洋産業システム学、海洋資源エネルギー工学】
  - 海洋利用創成学講座【海洋情報基盤学、海洋環境モデリング統合学】
  - 海洋センシング学協力講座（生産技術研究所）【海洋リモートセンシング、海洋音響システム工学、海中ロボット学】
- 環境システム学専攻
  - 基幹講座【大気環境システム学、海洋環境システム学、地圏環境システム学、エネルギー環境学、エネルギー・資源システム学、環境情報計測学、環境安全システム学、環境プロセス工学、環境リスク評価学、環境安全マネジメント学、環境社会システム学、環境材料システム学】
  - 連携講座（国立環境研究所）【循環型社会創成学】
- 人間環境学専攻
  - 人間支援環境学大講座【バイオメカニクス、人間環境支援学、アメニティ科学、メディア環境学、人間エネルギー環境学、健康スポーツ科学】
  - 人工環境学大講座【ビジュアリゼーション、環境デザイン、産業環境学、シミュレーション環境学、環境情報マイクロシステム学】
- 社会文化環境学専攻
  - 人文環境学大講座【環境史、環境倫理・社会】
  - 循環環境学大講座【沿岸環境、都市水環境】
  - 空間環境学大講座【空間管理計画、居住環境設計、情報社会環境】
  - 空間情報学協力講座（空間情報科学研究センター、生産技術研究所）【空間情報解析、空間情報統合、時空間社会経済、空間情報基盤】
- 国際協力学専攻
  - 基幹講座【開発とインフラ整備、経済開発政策、国際政治経済システム学、資源環境政策学、マネジメント、協調政策科学、農業環境学、国際資源環境学、開発協力】
  - 研究協力分野（東洋文化研究所）【地域間連携・交流学】
  - 連携講座（国際協力銀行）【開発援助政策学】

かつて存在した専攻
- 基盤情報学専攻（基盤科学研究系）
  - 集積電子・光デバイス学大講座【デバイス設計学、光デバイス学、半導体システム学】
  - 高度情報ネットワーク学大講座【大規模情報システム学、情報通信工学、ヒューマンインターフェース学】
  - 高性能・分散コンピューティング協力講座（情報基盤センター）【高性能計算基盤学、高性能安全情報通信学】

### 附属施設
- 生命データサイエンスセンター

バイオイメージ部門、:次世代シークエンス部門が設置されている。
かつて存在した施設
- 生涯スポーツ健康科学研究センター

スポーツや健康に関する実践的・応用的研究を進めるとともに、人々の生活の質 (QOL) の向上を図り、「地域社会と大学の連携」や「産学官の連携」を積極的に進める活動を行う。寄附講座である健康スポーツ科学と、身体運動科学の2つのが置かれている。

## 教育

### 魅力ある大学院教育イニシアティブ
先端生命科学専攻の「超横断的バイオ人材育成プログラム」、およびメディカルゲノム専攻の「バイオ分野の知財戦略の設計検証と人材育成」は、2005年度に文部科学省の「魅力ある大学院教育」イニシアティブに採択された。なお、「超横断的バイオ人材育成プログラム」の取り組みの一つとして、東京大学全学開放科目「生命科学大学院共通セミナー」、「生命科学共通講義」が開設されている。これらの科目はネット配信で聴講する方式をとっている。

### サステイナビリティ学教育プログラム
2007年4月、環境学研究系5専攻（自然環境学専攻、環境システム学専攻、人間環境学専攻、社会文化環境学専攻、国際協力学専攻）を横断する形で「サステイナビリティ学教育プログラム」が設置された。これは、東京大学地球持続戦略研究イニシアティブ (TIGS) ならびにサステイナビリティ学連携研究機構 (IR3S) と協力して、サステイナブルな社会の実現のために国際的な視野を持って貢献できる人材の養成を目的とした修士プログラムである。すべての講義・演習は英語で行われ、修了者には「修士（サステイナビリティ学）」の学位が授与される。

### 大学院教育改革支援プログラム
2007年8月、文部科学省・日本学術振興会による「大学院教育改革支援プログラム」に、メディカルゲノム専攻と東京大学医科学研究所が応募した「メディカルゲノムサイエンス・プログラム（ゲノムに基づいた5年制生命科学医科学研究者養成プログラム）」が、採択された。

### 核融合研究教育プログラム
2008年4月に基盤科学研究系の先端エネルギー工学専攻と複雑理工学専攻とを横断した「核融合研究教育プログラム」が開設され、核融合実現のための実践的教育が開始された（同年3月31日に廃止された高温プラズマ研究センターの教育機能も継承している）。この教育プログラムは、プラズマ理工学、核融合科学、さらには環境・社会などの広範な分野を学際的・俯瞰的に学ぶことができる「学融合教育カリキュラム」と、先進プラズマ実験装置を積極的に活用し、最先端の研究プロジェクトに直接参画することにより、先駆的・革新的な研究教育を行う「実践的研究教育カリキュラム」とを二本の柱としている。

## 研究

### 21世紀COEプログラム
情報生命科学専攻を中心とする研究拠点「言語から読み解くゲノムと生命システム」は、2004年度に文部科学省の21世紀COEプログラムに採択された。

### グローバルCOEプログラム
情報生命科学専攻を中心とする研究拠点「ゲノム情報ビッグバンから読み解く生命圏」は、2009年度に文部科学省のグローバルCOEプログラムに採択された。

### 産学・地域連携
学融合の精神に基づき、隣接した東葛テクノプラザや東大柏ベンチャープラザでは、ベンチャー企業が大学発のシーズに基づいた研究開発を行っている。また、産官学が一体となって「環境・健康・創造・交流」のまちづくりが進められている柏キャンパス地域は、2005年12月に決定された第十次都市再生プロジェクト「大学と地域の連携恊働による都市再生の推進」のモデル地域に指定されている。

## 同窓会
新領域創成科学研究科の同窓会として「創域会」がある。

## 施設
研究科の施設は東京大学柏キャンパスに設置されている。研究科設置当初は本郷キャンパスの各研究科施設の一部を間借りして研究活動を行っていたが、2001年より柏キャンパスへの移転を開始し、2006年4月に移転が完了した。
研究科を構成する3研究系はそれぞれ、基盤棟・生命棟・環境棟と呼ばれる近未来的建造物群に設置されている。また、情報生命科学専攻は柏キャンパス総合研究棟などに設置されている。各棟の研究・実験棟は、今後さらに拡張・増設され、最終的には、現在の2倍程度の規模となる計画である。
また、研究科附属施設である生涯スポーツ健康科学研究センターは柏IIキャンパスに設置されている。また同キャンパスには、留学生用のロッジが建設予定である。
さらに、柏の葉キャンパス駅前に第3キャンパスの用地を確保している。